# Hydrotaea obscurifrons
Hydrotaea obscurifrons este o specie de muște din genul Hydrotaea, familia Muscidae. A fost descrisă pentru prima dată de Curtis W. Sabrosky în anul 1949. Conform Catalogue of Life specia Hydrotaea obscurifrons nu are subspecii cunoscute.